# علیقلی
علیْقُلی یا علی‌ْقُلی یک نام ترکیبی است که از ترکیب نام‌های علی و قُلی ایجادشده است، این نام هم به‌صورت نام کوچک، نام میانی و نام خانوادگی استفاده شده است.

## اشخاص
- علیقلی‌خان سردار اسعد
- محمدرضا علیقلی
- محمود علیقلی
- علیقلی اردلان
- علیقلی مسعود انصاری
- علی‌قلی مخبرالدوله
- علی‌قلی جبه‌دار
- علیقلی اقبال مازندرانی(چلاوی)

## متفرقه
- علی‌قلی (تفت)